# Lijst van personen uit São Paulo
Deze lijst van Paulistanos geeft een (incompleet) overzicht van "bekende" personen die geboren of overleden zijn in de Braziliaanse stad São Paulo.

## Geboren in São Paulo

### Voor 1900

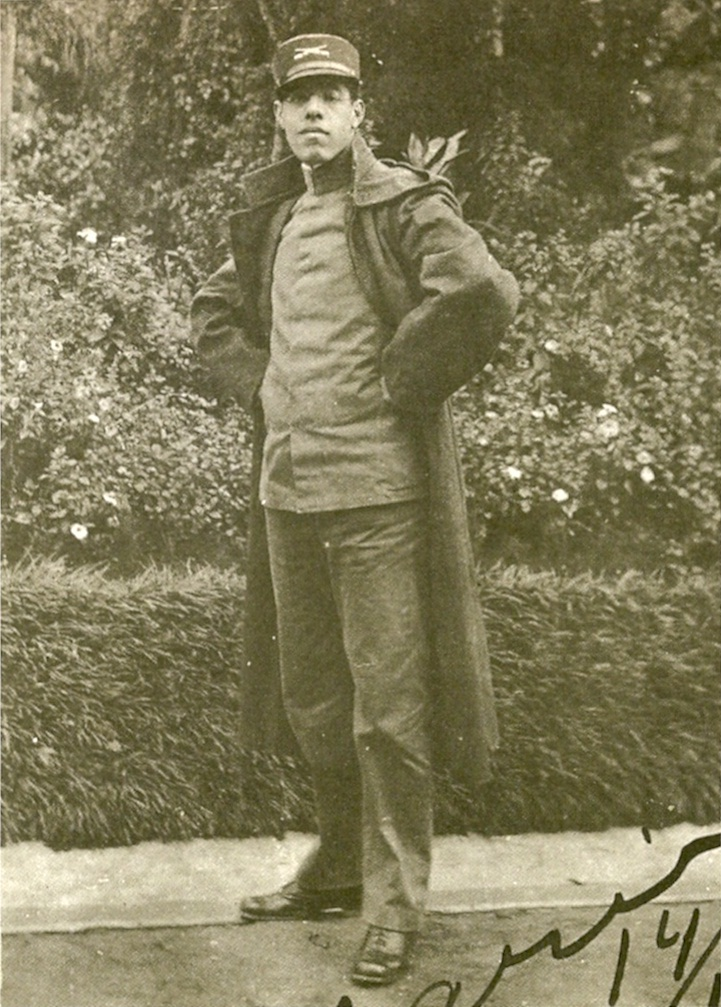
Schrijver Mário de Andrade (1893-1945)

- Charles William Miller (1874-1953), voetballer
- Giovanni Di Guglielmo (1886-1961), hoogleraar hematologie aan de universiteit van Napels
- Anita Malfatti (1889-1964), schilderes
- Oswald de Andrade (1890-1954), schrijver
- Arthur Friedenreich, "El Tigre" (1892-1969), voetballer
- Mário de Andrade (1893-1945), schrijver
- Matturio Fabbi (1894, datum overlijden onbekend), voetballer en voetbaltrainer
- Manuel Nunes, "Neco" (1895-1977), voetballer
- Pedro Grané (1897-1985), voetballer
- Heitor Marcelino Domingues, "Heitor" (1898-1972), voetballer

### 1900–1919
- Luís Macedo Matoso, "Feitiço" (1901-1985), voetballer
- José Castelli, "Rato" (1904-1984), voetballer
- Petronilho de Brito (1904-1983), voetballer
- Chico Landi (1907-1989), Formule 1-coureur
- Vicente Feola (1909-1975), voetbaltrainer
- Waldemar de Brito (1913-1979), voetballer
- Maria Lenk (1915-2007), zwemster

### 1920–1929
- Rui Campos, "Rui" (1922-2002), voetballer
- Waldemar Fiúme (1922-1996), voetballer
- Arcangelo Ianelli (1922-2009), schilder en beeldhouwer
- Elísio dos Santos Teixeira, "Teixeirinha" (1922), voetballer
- José Lázaro Robles, "Pinga" (1924-1996), voetballer
- Francisco Rodrigues (1925-1988), voetballer
- Osvaldo Lacerda (1927-2011), componist, muziekpedagoog en pianist
- Idário Sanches Peinado, "Idário" (1927-2007), voetballer
- Adhemar da Silva (1927-2001), atleet
- Sérgio Viotti (1927-2009), regisseur en acteur
- Roberto Belangero (1928-1996), voetballer
- Rodolfo Carbone (1928-2008), voetballer
- Rubens Minelli (1928-2023), voetballer en voetbaltrainer
- Nelson Pereira dos Santos (1928-2018), regisseur
- Djalma Santos (1929-2013), voetballer
- Júlio Botelho, "Julinho" (1929-2003), voetballer
- Gino Orlando (1929-2003), voetballer

### 1930–1939
- Luís Trochillo, "Luizinho" (1930-1998), voetballer
- Hélcio Milito (1931-2014), drummer, percussionist en zanger
- Walter Marciano (1931-1961), voetballer
- Érlon Chaves (1933-1974), pianist en zanger
- Sérgio de Vasconcellos Corrêa (1934), componist, professor in de muziek en muziekpedagoog.
- Mário Ficarelli (1935-2014), componist en professor in de muziek
- Éder Jofre (1936-2022), bokser
- Roberto Piva (1937-2010), dichter
- Geraldo Freitas Nascimento, "Ditão" (1938-1992), voetballer
- Fritz d'Orey (1938-2020), autocoureur
- Ivaldo Bertazzo (1939), danser en choreograaf
- Maria Bueno (1939-2018), tennisspeelster
- Servílio de Jesus Filho, "Servílio" (1939-2005), voetballer

### 1940–1949

Autocoureur Carlos Pace (1944-1977)

- Célio Taveira Filho, "Célio" (1940-2020), voetballer
- Celso Lafer (1941), diplomaat, advocaat en politicus
- Ademar Miranda Júnior, "Ademar Pantera" (1941-2001), voetballer
- Celly Campello (1942-2003), zanger
- Roberto Dias (1943-2007), voetballer
- Wilson Fittipaldi Jr. (1943–2024), autocoureur
- Carlos Pace (1944-1977), autocoureur
- Nelson Motta (1944), journalist, muziek- en theaterproducent en schrijver
- José Roberto Marques, "Zé Roberto" (1945), voetballer
- Toquinho (1946), zanger, componist en gitarist
- Roberto Rivellino (1946), voetballer
- Emerson Fittipaldi (1946), autocoureur
- João Roberto Basílio (1949), voetballer

### 1950–1959
- Manfrini (1950), voetballer

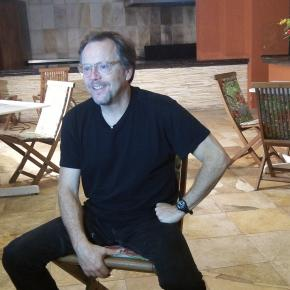
Regisseur Fernando Meirelles (1955)

- José Carlos Amaral Vieira (1952), pianist, componist
- Benedito de Assis da Silva, "Assis" (1952-2014), voetballer
- Sylvia Steiner (1953), jurist
- Serginho Chulapa, "Serginho" (1953), voetballer
- Enéas Camargo, "Enéas" (1954-1988), voetballer
- Wladimir Rodrigues dos Santos, "Wladimir" (1954), voetballer
- Fernando Meirelles (1955), regisseur
- Dudu Tucci (1955), zanger en componist
- Lelo Nazário (1956), componist, arrangeur, dirigent, pianist en muziekproducent
- Antonio José dos Santos, "Toninho Vanusa" (1956-2009), voetballer
- João Doria (1957), gouverneur van São Paulo (2019-2022)
- Paulo Luiz Massariol, "Paulinho" (1958), voetballer
- José Eduardo Cardozo (1959), advocaat en politicus
- David Neeleman (1959), zakenman
- Ricardo Semler (1959), ondernemer

### 1960–1969

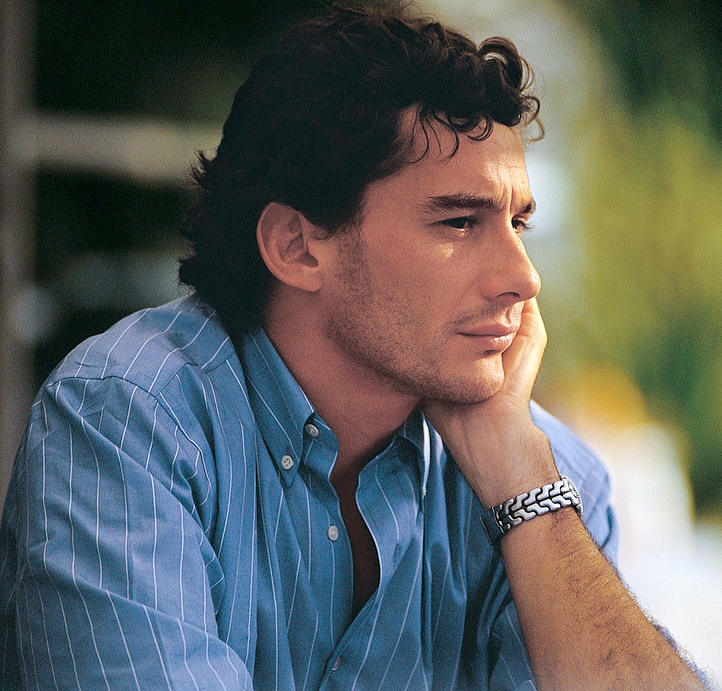
Autocoureur Ayrton Senna (1960-1994)

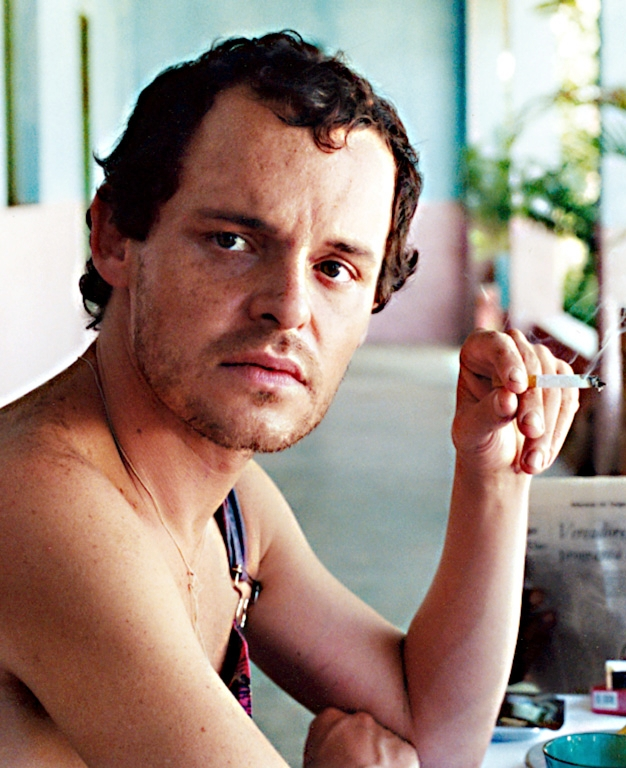
Acteur en regisseur Matheus Nachtergaele (1969)

- Eliane Elias (1960),  jazz-pianiste en zangeres
- Nicolau de Figueiredo (1960-2016), klavecinist, dirigent en muziekpedagoog
- Torben Grael (1960), zeiler
- Ayrton Senna (1960-1994), autocoureur
- Miguel M. Abrahão (1961), schrijver, historicus en hoogleraar
- Lisa Ono (1962), bossanovazangeres
- Edgard de Souza (1962), beeldhouwer en installatiekunstenaar
- Walter Casagrande (1963), voetballer
- Edson Beltrami (1965), componist, fluitist, dirigent en muziekpedagoog
- Marcelo Kiremitdjian, "Marcelo Djian" (1966), voetballer
- André Ribeiro (1966-2021), autocoureur
- Matheus Nachtergaele (1969), acteur en regisseur
- Paulo Sérgio Rosa Barroso, "Viola" (1969), voetballer
- Márcio Santos (1969), voetballer

### 1970–1979
- Claudinei Alexandre Pires, "Dinei" (1970), voetballer

- Alex Barros (1970), motorcoureur
- Pedro Diniz (1970), autocoureur

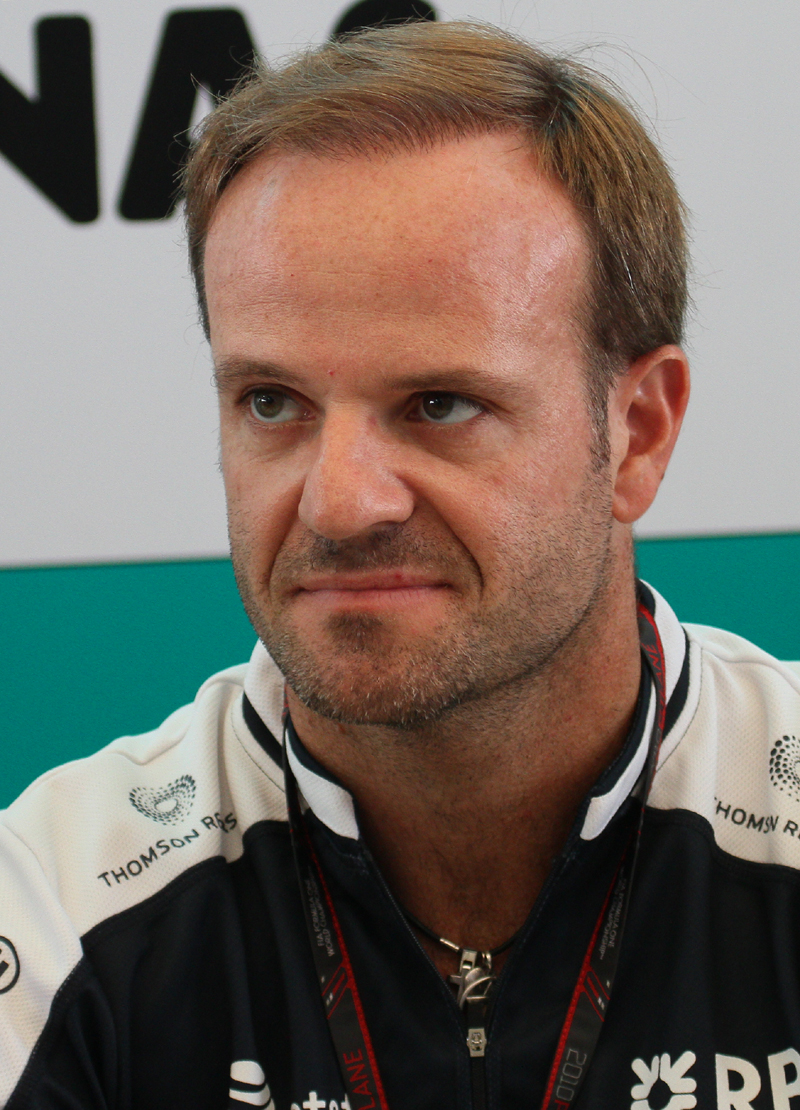
Autocoureur Rubens Barrichello (1972)

- Marcos Evangelista de Moraes, "Cafú" (1970), voetballer
- Mônica Salmaso (1971), zangeres
- Rubens Barrichello (1972), autocoureur
- Adriano Cintra (1972), zanger van Cansei de Ser Sexy
- Osvaldo Giroldo Junior, "Juninho Paulista" (1973), voetballer
- Robert Scheidt (1973), zeiler
- André Akkari (1974), pokerspeler
- Gui Boratto (1974), producer
- Ricardo Lucas, "Dodô" (1974), voetballer
- Silvio Mendes Campos Junior, "Sylvinho" (1974), voetballer
- Jair Oliveira (1975), zanger en muzikant
- Anderson Silva (1975), MMA-vechter
- Hélio Castroneves (1975), autocoureur
- Gláucio de Jesus Carvalho, "Gláucio" (1975), voetballer
- Ricardo Luiz Pozzi Rodrigues, "Ricardinho" (1976), voetballer
- Marcos Senna (1976), Spaans voetballer
- Robson Ponte (1976), voetballer
- Sebastien Bellin (1978), Belgisch basketballer
- Eduardo Cesar Daude Gaspar, "Edu" (1978), voetballer
- Daniela Piedade (1979), handbalster
- Fábio Simplício (1979), voetballer

### 1980–1989

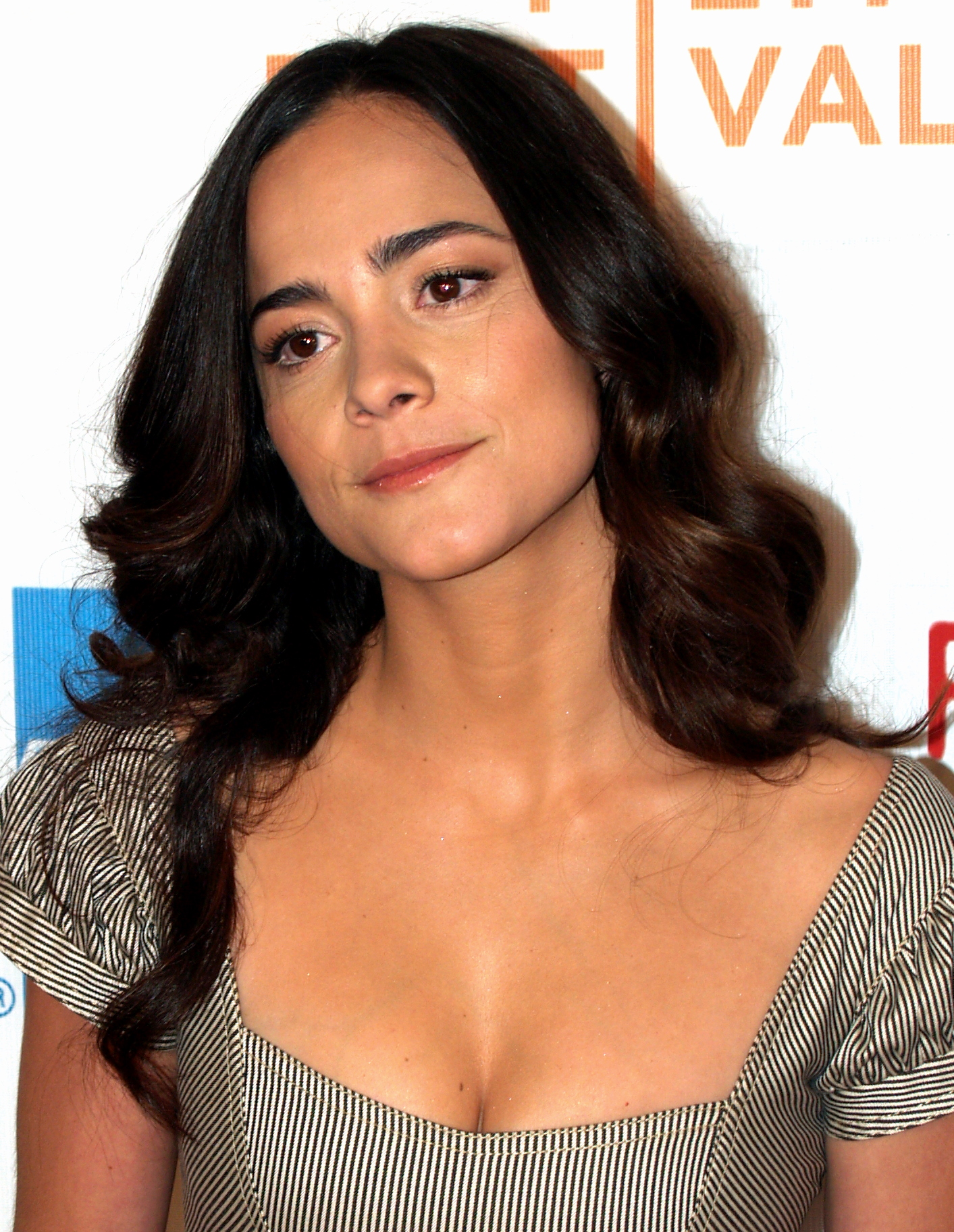
Actrice Alice Braga (1983)

- Maria do Céu Whitaker Poças (Céu) (1980), zangeres
- Jorge Henrique Amaral de Castro Nascimento, "Jorginho Paulista" (1980), voetballer
- Ricardo Oliveira (1980), voetballer
- Bruno Peres (1980), voetballer
- Felipe Massa (1981), autocoureur
- Júlio Baptista (1981), voetballer
- Marcelo Sarvas (1981), voetballer
- Henrique Ewerthon de Souza, "Ewerthon" (1981), voetballer
- Marcus Tulio Tanaka (1981), Japans voetballer
- Tuka Rocha (1982-2019), autocoureur
- Eduardo Saverin (1982), mede-oprichter van Facebook
- Rubens Fernando Moedim, "Rubinho" (1982), voetballer
- Rafael Marques Mariano (1983), voetballer
- André Clarindo dos Santos (1983), voetballer
- Alice Braga (1983), actrice
- Ânderson Miguel da Silva, "Nenê" (1983), voetballer
- Everton Ramos da Silva, "Everton" (1983), voetballer
- Ralf de Souza Teles, "Ralf" (1984), voetballer
- Pedro Geromel (1985), voetballer
- Diego Tardelli (1985), voetballer
- Eric Botteghin (1987), voetballer
- Leonardo Moratta da Fonseca, "Léo Moratta" (1987), voetballer
- Eduardo Correia Piller Filho, "Eduardo Ratinho" (1987), voetballer
- João Alves de Assis Silva, "Jô" (1987), voetballer
- José Leonardo Ribeiro da Silva, "Leonardo" (1988), voetballer
- Denílson Pereira Neves, "Denílson" (1988), voetballer
- José Paulo Bezerra Maciel Júnior, "Paulinho" (1988), voetballer
- Maurício dos Santos Nascimento, "Maurício" (1988), voetballer
- Pedro Henrique Nunes (1988), autocoureur
- Fagner Conserva Lemos (1989), voetballer
- Bruno Ferreira Bonfim, "Dentinho" (1989), voetballer
- Fernando Marçal (1989), voetballer
- Richard Almeida de Oliveira (1989), Azerbeidzjaans-Braziliaans voetballer
- Uilson de Souza Paula Júnior, "Júnior Caiçara" (1989), voetballer
- Felipe Kitadai (1989), judoka

### 1990–1999
- Wellington Cirino Priori, "Wellington" (1990), voetballer
- Gabriel Armando de Abreu, "Gabriel Paulista" (1990), voetballer
- Marcelo Chierighini (1991), zwemmer
- Ricardo Goulart (1991), voetballer
- Kahena Kunze (1991), zeilster
- Wellington Aparecido Martins, "Wellington" (1991), voetballer
- Lucas Moura, "Lucas" (1992), voetballer
- Andressa Alves da Silva (1992), voetbalster
- Renan Zanelli (1992), voetballer
- Rafael Alcântara (1993), voetballer
- Daniel Bessa (1993), voetballer
- Lucas Bijker (1993), Nederlands voetballer
- Gustavo Henrique (1993), voetballer
- Marcos Aoás Corrêa, "Marquinhos" (1994), voetballer
- Diego Lopes (1994), voetballer
- Lucas Piazon (1994), voetballer
- Laura Pigossi (1994), tennisster
- Felipe Pires (1995), voetballer
- Auro Alvaro da Cruz Junior, "Auro" (1996), voetballer
- Beatriz Haddad Maia (1996), tennisspeelster
- Guilherme Arana (1997), voetballer
- Gabriel Jesus (1997), voetballer
- Gabriel dos Santos Magalhães, "Gabriel" (1997), voetballer
- David Neres (1997), voetballer
- Malcom Filipe Silva de Oliveira, "Malcom" (1997), voetballer
- Luisa Stefani (1997), tennisster
- Victor Hugo Santana Carvalho, "Vitinho" (1998), voetballer
- Leonardo Rodrigues Lima, "Léo Jabá" (1998), voetballer
- Matheus Pereira (1998), voetballer
- MC Kevin (1998-2021), zanger
- Emerson Aparecido Leite de Souza Junior, "Emerson Royal" (1999), voetballer

### Vanaf 2000
- Gustavo Assunção (2000), voetballer
- Murillo Santiago Costa dos Santos (2003), voetballer
- Felipe Augusto (2004), voetballer

## Overleden in São Paulo (elders geboren)
- Silvio Lagreca (1895-1966), voetballer
- Osvaldo Moles (1913-1967), journalist, tekstdichter en schrijver
- Elis Regina (1945-1982), zangeres
- Pelé (1940-2022), voetballer